# Sós Endre

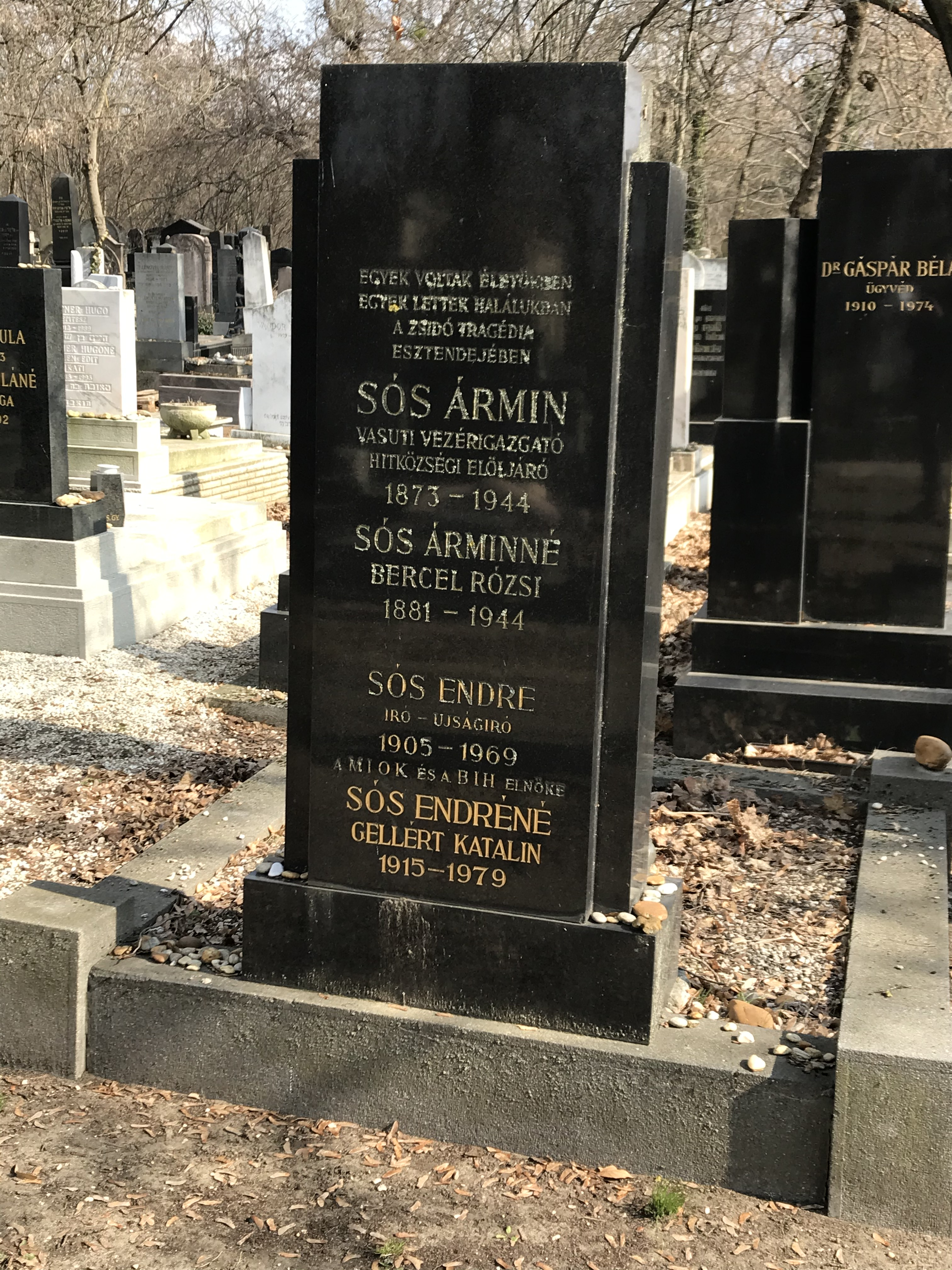
Sírja a Kozma utcai izraelita temetőben (4A-1-1)

Sós Endre (Budapest, 1905. július 18. – Budapest, 1969. július 12.) magyar újságíró, író, lapszerkesztő, hitközségi elnök.

## Élete
Sós (Schlesinger) Ármin (1873–1944) közlekedési szakértő, a nagy-budapesti közlekedési hálózat egyik megteremtője, a "HÉV atyja" és Berczell Rózsi (1881–1944) fia. A budapesti Pázmány Péter Tudományegyetemen (ma ELTE) végezte jogi tanulmányait, de a Népszavában megjelent verse miatt 1931-ben eltanácsolták az egyetemről. 1945 előtt az Esti Kurír, Az Újság, a Magyar Hírlap, a Reggeli Újság és A Toll című folyóirat munkatársa, illetve szerkesztője volt. Szerkesztette az Új Zsidó Könyvtár című sorozatot is. A második világháború idején munkaszolgálatra hívták be, 1944-ben a győri katonai fogházban ült. 1945 után a Népszava, majd 25 éven át a Magyar Nemzet főmunkatársa volt. 1957 és 1965 között a Magyar Izraeliták Országos Képviseletének és a Budapesti Izraelita Hitközség elnöke. Főszerkesztője volt az Új Élet című izraelita felekezeti lapnak. Számos könyvet és tanulmányt írt. Tagja volt a Magyar Írószövetségnek és a Magyar Újságírók Országos Szövetségének. Az újabb kutatások szerint ugyanakkor ügynökként is dolgozott.
Autóbaleset áldozata lett.
Házastársa Koncz Ilona Erzsébet volt, akivel 1929. június 11-én Budapesten kötött házasságot. 1945-ben elváltak. Második felesége Gellért Katalin (1915–1979) volt.
Sírja a Kozma utcai izraelita temetőben található.

## Díjai, elismerései
- Magyar Népköztársaság Zászlórendje (1957)[8]

## Főbb művei
- A szimbolizmus az irodalomban (esszé, Budapest, 1924)
- Mi lesz Európával? (Budapest, 1931)
- Diktátorok és diktatúrák (Budapest, 1933)
- Európa drámája (Budapest, 1936)
- Becsapott ajtók ellen: a magyar zsidóság sorskérdései (Budapest, Periszkóp, 1938)
- Porszem és óriás (versek, Budapest, 1939)
- Emberdömping: az eviani konferencia és a zsidó kivándorlók világproblémája (Budapest, 1939)
- Fejek és elvek (Budapest, 1940)
- Zsidók a magyar városokban (Budapest, 1941)
- A zsidók útja a kálvinista Rómában (Debrecen) (Budapest, 1943)
- A nagyváradi zsidók útja (Budapest, 1943)
- Az emberi jogok (Budapest, 1945)
- Három mártír (Budapest, 1945)
- A nagyváros írói (Budapest, 1947)
- A demokrácia öngyilkossága. A weimari Németország végzetes útja (Budapest, Téka, 1947)
- Európai fasizmus és antiszemitizmus. Az üldözések kora (Budapest, 1948)
- Georges Politzer. A francia ellenállás harcos filozófusa (Budapest, 1949)
- Zola (Budapest, 1952)
- Cervantes (Budapest, Művelt Nép, 1955)
- Aki az égtől elragadta a villámot… (regényes Franklin életrajz; Budapest, 1957)
- Thomas és Heinrich Mann: a két írótestvér szenvedése, küzdelme és nagysága (Vámos Magdával, Budapest, Gondolat, 1960)
- Tanúvallomás. Cikkek, emlékezések (Budapest, 1962)
- Lincoln (Vámos Magdával, Budapest, Magvető, 1964)
- Felvillanó arcok. Arcképek, emlékezések (Budapest, 1965)
- Franklin vagyok Philadelphiából: Benjamin Franklin élete (Vámos Magdával, Budapest, 1970)